# 孔德里约
孔德里约（法語：Condrieu，發音：[kɔ̃dʁijø] ⓘ），法国东南部城市，奥弗涅-罗讷-阿尔卑斯大区罗讷省的一个市镇，隶属于里昂区，其市镇面积为9.21平方公里，2022年1月1日时人口数量为3,945人，在法国市镇中排名第2,854位（2022年）。
孔德里约位于罗讷省最南端，罗讷河右岸，隔河与伊泽尔省相望，西侧则与卢瓦尔省接壤，是一个区域性的中心城市，因同名葡萄酒而闻名。

## 地名来源
根据法国地名学家阿尔贝·多扎的论述，“Condrieu”一名最初可能于1251年以“Conriacus”的形式被记载，后者可能出自高卢语“Cuno riios”，意为“自由的狼”。在十九世纪初以前，当地的官方名称拼写曾为“Condrieux”。

## 历史

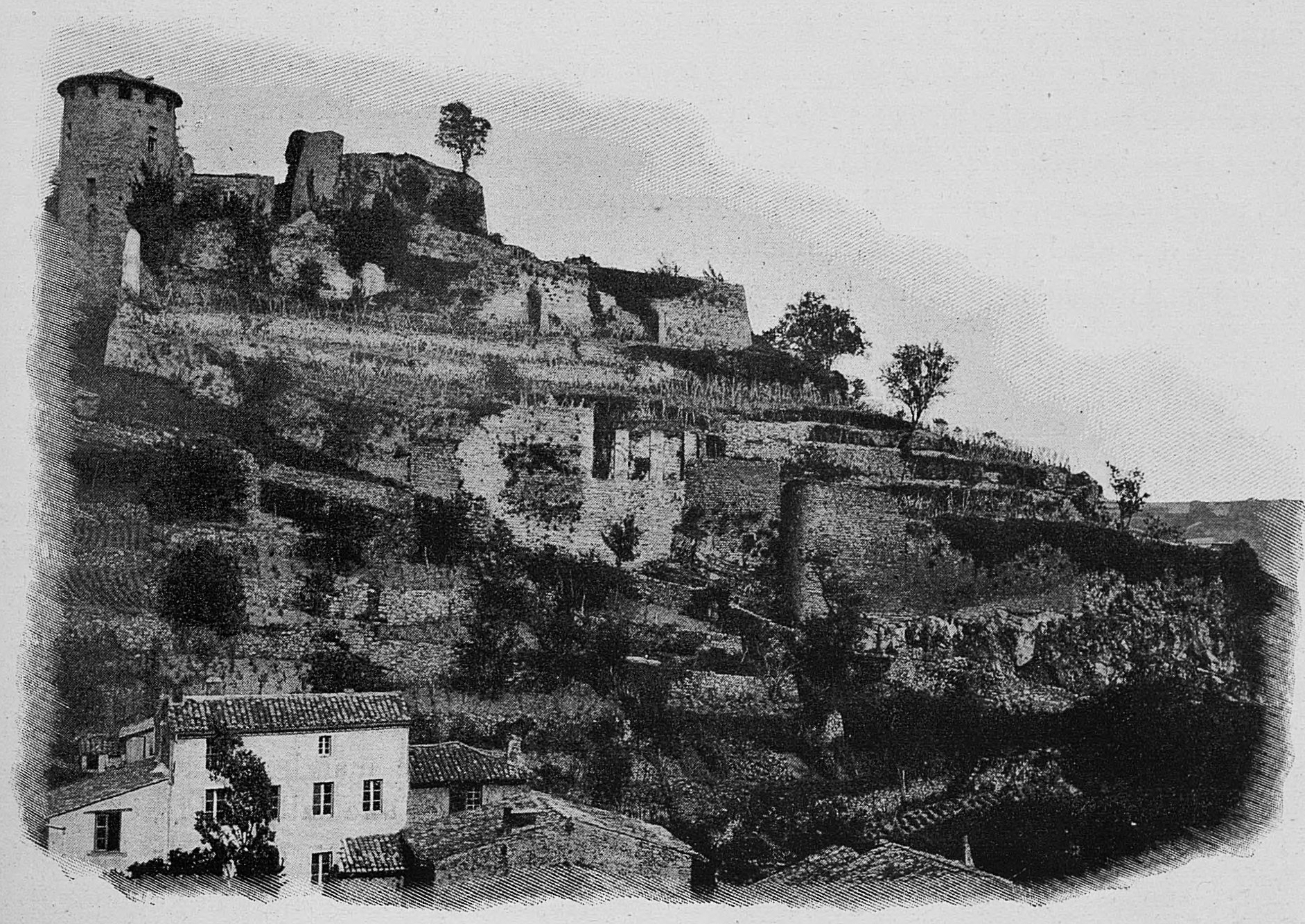
二十世纪初孔德里约的一处城堡

孔德里约的早期历史尚不清楚，该地附近的山地自古典时期以来就已出现葡萄酒种植活动，中世纪末的饥荒及战乱对当地的社会经济曾造成了严重的影响。法国大革命后，孔德里约成为罗讷-卢瓦尔省的一个市镇，该省于1793年一分为二，孔德里约被划入罗讷省。此外孔德里约还在1793至1800年间为同名县的县治。1940年4月，孔德里约葡萄酒获得原产地命名控制标识。1995至2017年间，孔德里约曾为孔德里约地区市镇公共社区的办公驻地。

## 地理

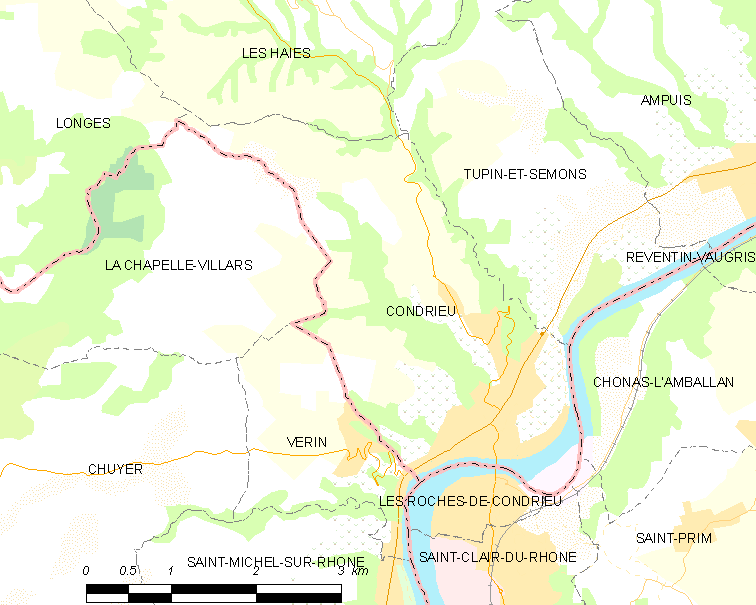
孔德里约市镇范围地图

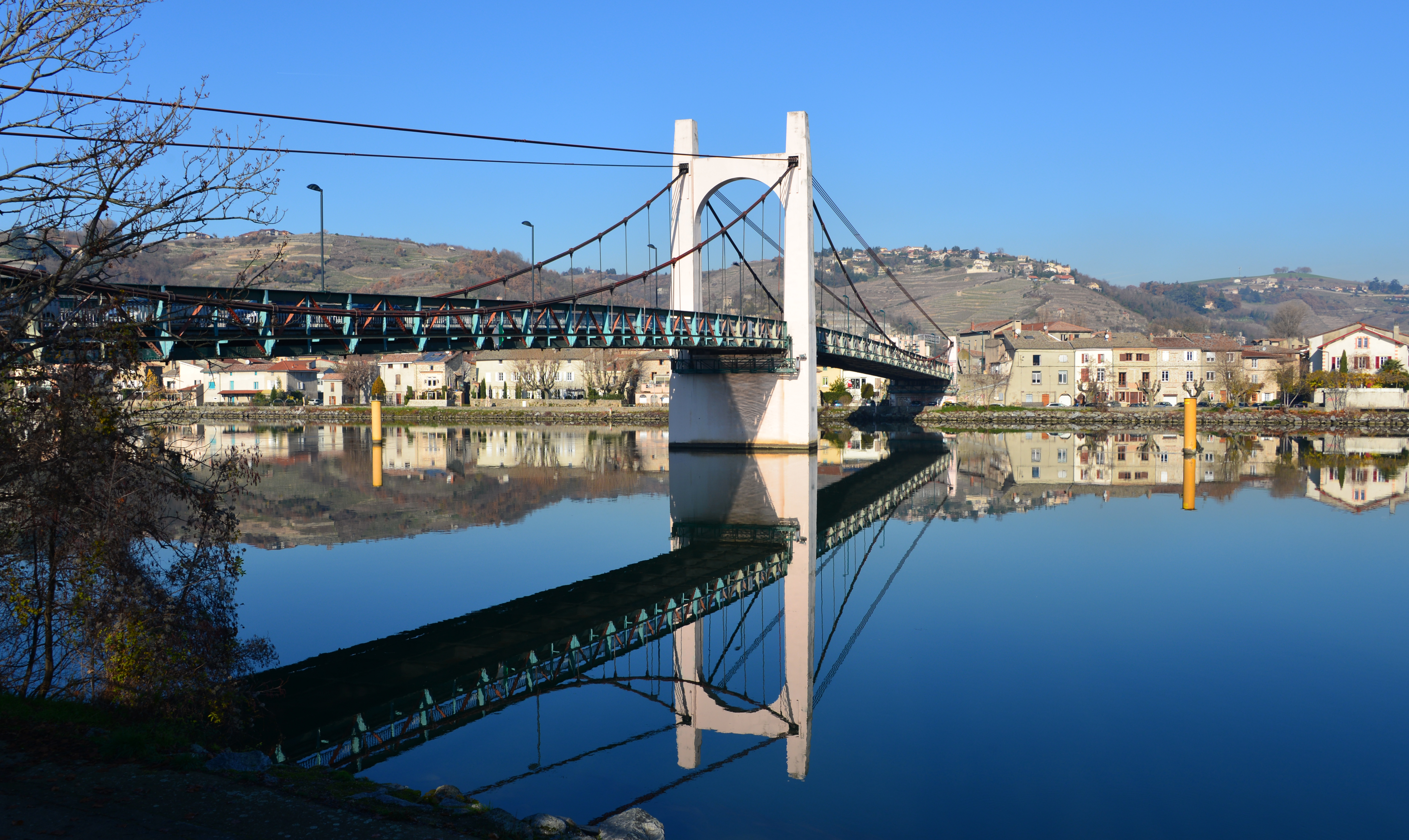
横跨罗讷河的孔德里约大桥

孔德里约位于法国东南部，奥弗涅-罗讷-阿尔卑斯大区中部和罗讷省南部，距离省会里昂大约43公里。与孔德里约接壤的市镇包括：绍纳朗巴朗、隆日、莱罗什德孔德里约、罗讷河畔圣克莱尔、圣普里姆、拉沙佩勒维拉尔、Les Haies、Tupin-et-Semons和韦兰。

### 地形
孔德里约位于法国中央高原东部皮拉山边缘，境内以山地和河谷为主，市镇中心位于一处地势较为平坦的河流冲积平原上，其西侧为山地，高差普遍超过150米，全境海拔在146到460米之间。

### 水文
罗讷河干流自东北向西南流经孔德里约镇中心南侧，其右岸支流阿尔比埃勒溪（ruisseau de l'Arbuel）自西北向东南流经镇中心并在此与其交汇。

### 植被
孔德里约属于温带阔叶混交林区，林地多分布于河流附近及坡地地带，其中大部分区域被开辟为葡萄酒种植园。
在鲜花城市的评比中，孔德里约暂未被评级。

### 自然灾害
孔德里约的地震危险度等级为3级，属于中等危险；氡辐射等级为3级，属于高危险。1982至2025年5月间，孔德里约境内共发生16次有记录的自然灾害，其中12次洪涝，2次山体滑坡。

### 气候
孔德里约在柯本气候分类法中属于带有一定大陆性气候特征的温带海洋性气候（Cfb）。

## 行政区划
孔德里约的市镇编号为69064，邮政编号为69420。
在行政管理方面，孔德里约隶属于法国奥弗涅-罗讷-阿尔卑斯大区罗讷省里昂区；在地方选举方面，孔德里约隶属于莫尔南县，其市镇范围全境被划入罗讷省第十一选区；在社会管理方面，孔德里约是维埃纳-孔德里约城市圈公共社区的组成部分。
截至2025年6月，孔德里约市镇范围内暂无任何安全优先街区及城市政策优先街区。
法国国家统计与经济研究所（简称“INSEE”）在进行数据统计时，将孔德里约及相邻的另外24个市镇设为维埃纳城市核心区，并将包括孔德里约在内的周边共397个市镇划为里昂城市辐射区。此外，INSEE还将孔德里约市镇整体看作一个“块区”（IRIS），以便于统计人口分布情况。

## 交通

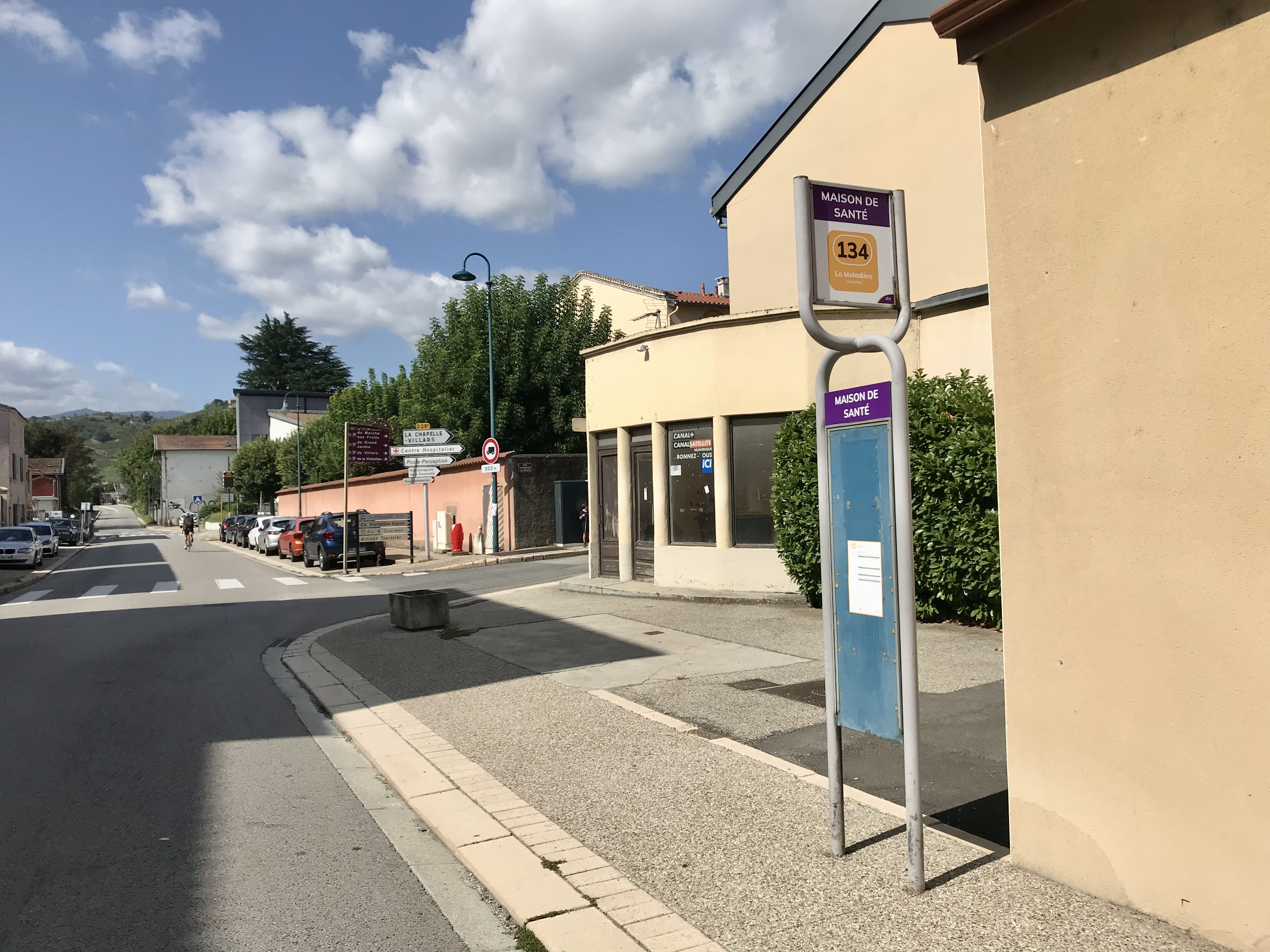
孔德里约的一处公共汽车站点

### 公路
罗讷省省道D28线、D28e线、D59线和D386线在孔德里约境内交汇。
2021年，74.4%的孔德里约家庭拥有至少一辆私人汽车。2023年，孔德里约境内共发生各类交通事故3起，造成4人受伤，其中2人重伤。
| 10 | 8 |

| 里昂 佩拉什 | 42 |

| 維埃納 | 13 |

| 里沃德日耶 | 21 |

### 铁路
日沃尔—格勒藏铁路经过孔德里约，该铁路至1973年起停止客运服务。
距离孔德里约最近的运营中的客运铁路车站为1.3公里外的圣克莱尔-莱罗什站，该站停靠往返于里昂和瓦朗斯一线的区域列车，部分班次可直通阿维尼翁及马孔。

### 航空
孔德里约距离里昂圣埃克絮佩里机场的高速公路里程大约54公里。

### 城市公共交通
孔德里约是维埃纳城市公共交通（商业名称为“L'Va”）的服务覆盖范围。截至2025年6月，该系统共包括八条城市公交线路和数十条校车线路，其中公交134路和校车线路702线、711线、713线、716线、770线等经过孔德里约市区。

## 政治
孔德里约的现任市长为菲利普·马里翁先生（Philippe MARION），他是一名右翼无党派人士，在2020年的市政选举中获得了52.33%的支持率。
在2022年的法国总统大选的第二轮选举中，法国第25任总统埃马纽埃尔·马克龙在孔德里约获得了63.42%的支持率。

## 人口
2022年，孔德里约市镇人口数量为3,945，在法国排名第2,854位。其中男性1,862人，女性2,071人，75岁及以上人口占12.2%，外籍人口数量为167人，人口密度为428人/平方公里，当地居民被称为（男性）或（女性）。2015至2021年间，孔德里约的人口增长率为0.2%。2022年，孔德里约境内出生36人，死亡人口60人。
| 孔德里约1901年－2022年人口变化情况 |
|                                    |
| 数据来源：Cassini、INSEE           |

## 经济
孔德里约是一个区域性的中心城市。INSEE于2020年将孔德里约划入维埃纳-阿诺奈就业区（Zone d'emploi de Vienne-Annonay），并又于2022年将其划入孔德里约生活区（Bassin de vie de Condrieu）。截至2022年底，孔德里约市镇范围内共有活跃企业152家，其中76.3%的员工总数在9人及以下；按照产业分类，当地一、二、三产业占比分别为7.9%、11.2%和81.0%。（木材加工）、（葡萄酒批发）及（传统餐饮）是当地2023年已公布营业额最高的三个企业，分别为9,084,291欧元、5,552,979欧元和2,705,785欧元。

## 财政与居民收入
2023年，孔德里约的财政收入总额为3,481,230欧元，财政支出总额为2,784,670欧元，当年的债务总额为1,025,510欧元。2023年，孔德里约市镇通过增值税获得19,360欧元的收入，此外当地还共获得了193,130欧元的国家直接财政补助。
| 孔德里约居民收入情况                             | 孔德里约居民收入情况 | 孔德里约居民收入情况 | 孔德里约居民收入情况 |
| 内容                                             | 孔德里约             |                      | 法國                 |
| ------------------------------------------------ | -------------------- | -------------------- | -------------------- |
| 居民平均时薪                                     | 16.8欧元（2022年）   | 18.3欧元（2022年）   | 17欧元（2022年）     |
| 高级职员人均时薪                                 | 26.9欧元（2022年）   | 28.2欧元（2022年）   | 29.1欧元（2022年）   |
| 中级职员人均时薪                                 | 17.0欧元（2022年）   | 16.8欧元（2022年）   | 16.6欧元（2022年）   |
| 普通职员人均时薪                                 | 11.6欧元（2022年）   | 12.5欧元（2022年）   | 12.1欧元（2022年）   |
| 工人人均时薪                                     | 13.2欧元（2022年）   | 12.5欧元（2022年）   | 12.5欧元（2022年）   |
| 贫困率                                           | 12%（2021年）        | 14.8%（2021年）      | 14.5%（2021年）      |
| 青壮年（15至64岁）失业率                         | 9.0%（2021年）       | 11%（2021年）        | 10.4%（2021年）      |
| 家庭总数                                         | 1,750（2022年）      | 2,745（2022年）      | 1,160（2022年）      |
| 征税家庭数量占比                                 | 46.9%（2023年）      | 58.6%（2022年）      | 44.8%（2022年）      |
| 家庭年均纳税                                     | 3,510欧元（2023年）  | 4,374欧元（2022年）  | 4,481欧元（2022年）  |
| 资料来源：INSEE、L'Internaute、Le Journal du Net |                      |                      |                      |

## 社会事务

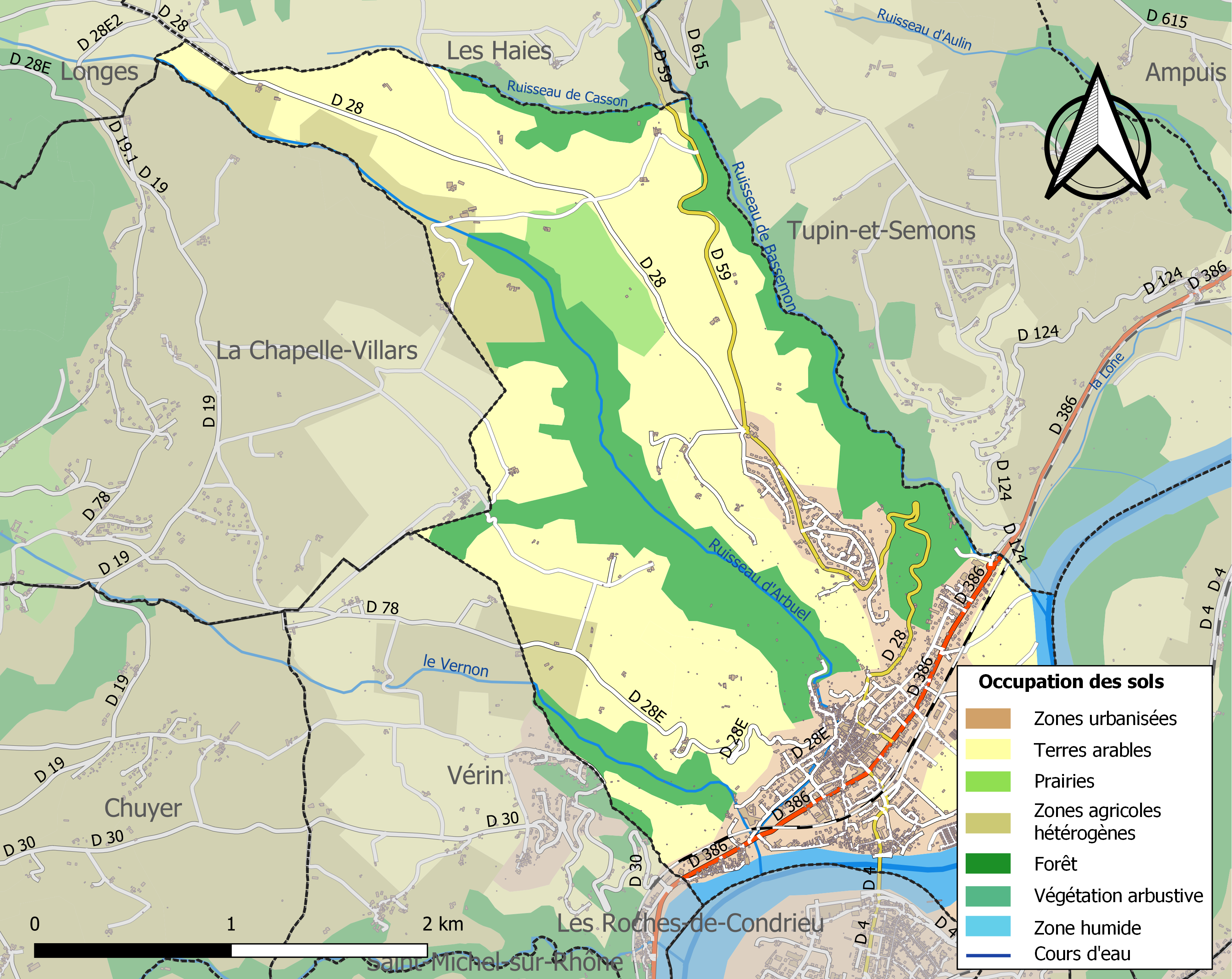
孔德里约土地利用情况地图

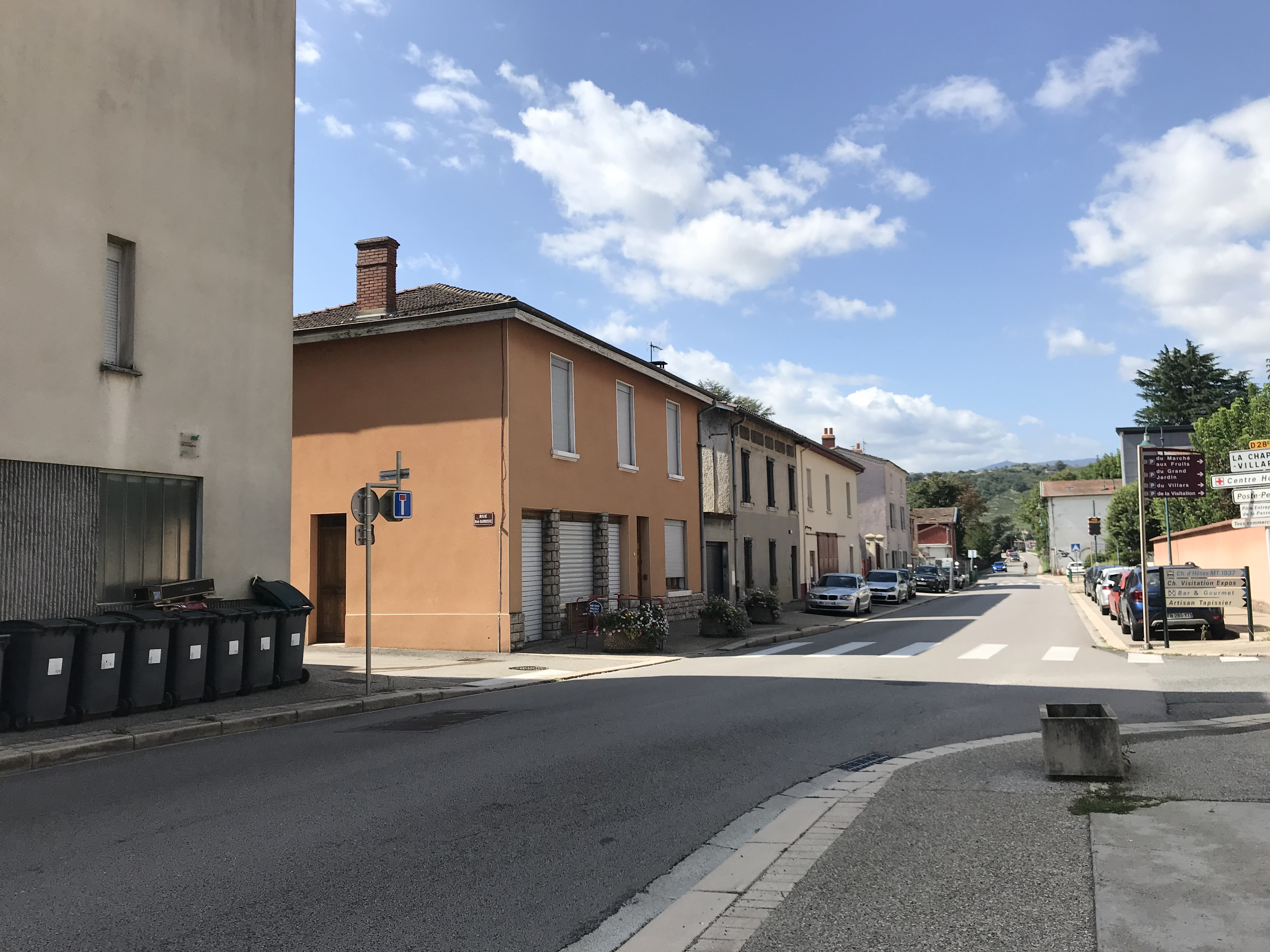
国民街两侧的民居

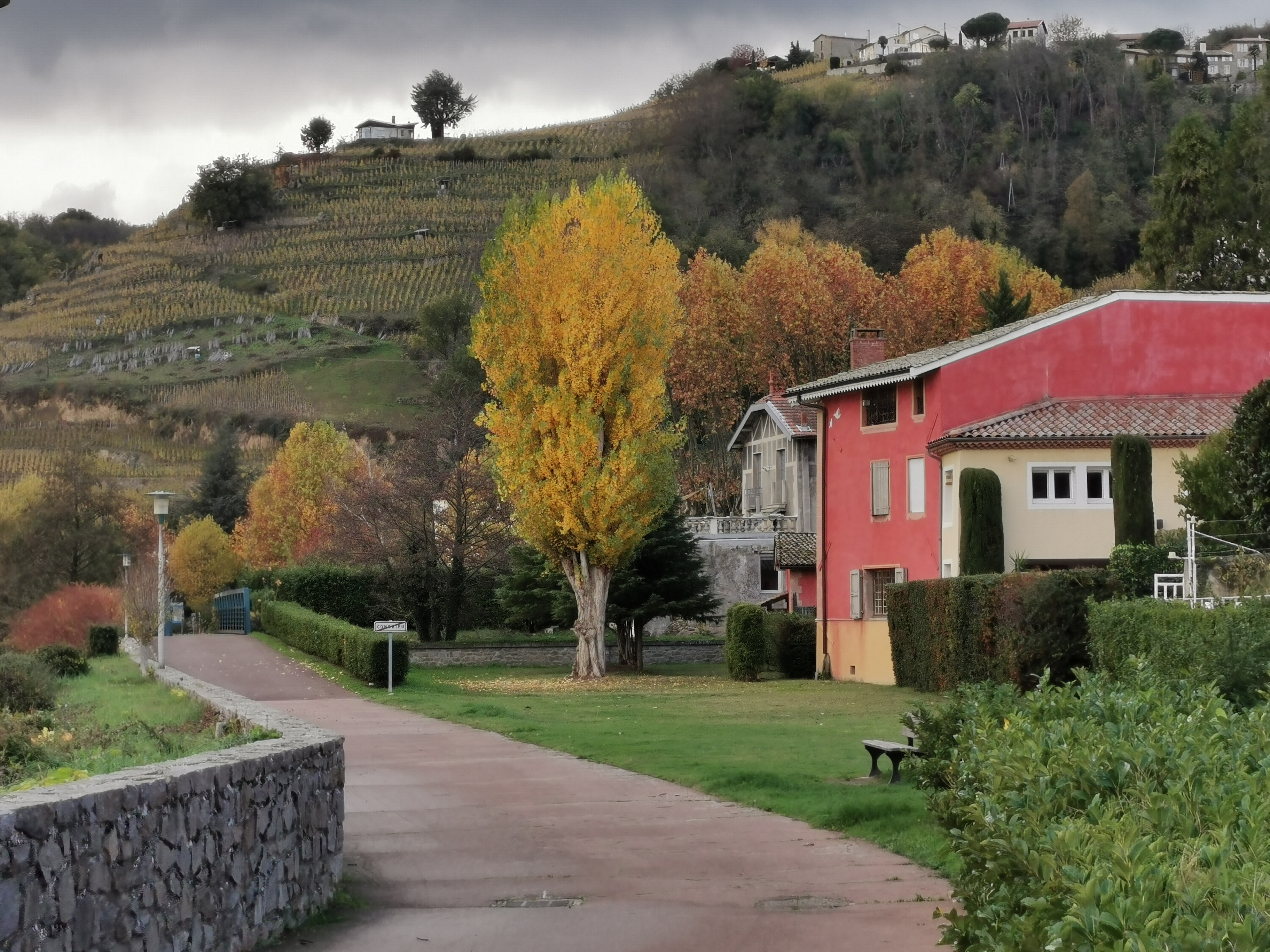
马拉迪耶尔街及后方的葡萄酒园

### 教育
孔德里约属于里昂学区。截至2023年1月1日，孔德里约境内共有1所幼儿园、2所小学和2所初级中学。2022至2023学年度，孔德里约境内共有在校中等教育阶段学生867名。

### 医疗
截至2023年1月1日，孔德里约境内共有全科医生6名、保健师4名、牙医7名、护士10名、助产士4名、药房1家、养老院1家、残疾人帮扶中心1家。
距离孔德里约最近的区域性医疗机构为维埃纳中心医院（Centre Hospitalier de Vienne），其主病区吕西安·于塞尔医院（Hôpital Lucien Hussel）位于维埃纳市区北侧，距离孔德里约市区的正常车程大约24分钟，该院设有床位733个。

### 住房
2021年，孔德里约境内共有各类住房2,068套，其中51.1%为独立式住宅，47.6%为集中式住宅。常住房屋占孔德里约市镇范围内居民建筑总量的85.9%。2023年，孔德里约的居住税率为7.81%，不动产税率为27.20%（其中空置土地的不动产税率为36.82%）。
在住房保障政策方面，2023年，孔德里约境内共有740户家庭获得了家庭津贴补助，受益人数占总人口数量的18.8%，其中315份为房租补助。

### 商业
2021年，孔德里约境内共有各类实体商铺104家，其中餐厅14家、大型超市1家、杂货店2家、面包房5家、肉铺2家、书店1家、银行门店6家、美容美发店8家、汽车维修店7家。孔德里约市镇西南部建有一家家乐福超市。

### 体育
2023年，孔德里约境内共有2间体育馆、1座综合体育场、1处足球或橄榄球场以及2处篮球或排球场。
截至2025年6月，罗讷河竞技会（Association Sportive Rhodanienne，编号504408）是孔德里约境内唯一的一家注册足球俱乐部，该俱乐部成立于1927年，其主队2024至2025赛季参加罗讷省足球联赛丙组（法国第十一级别），其主场为亨利·富沙尔球场（Stade Henri Fouchard）。

### 环境
孔德里约的环境事务由其所属的维埃纳-孔德里约城市圈公共社区联合各级政府协调负责。2021年，孔德里约境内暂无污染企业。

### 治安
2024年，孔德里约市镇范围内累计记录各类案件196起，其中盗窃类案件69起，人身侵犯类案件40起，毒品交易类案件22起。

## 文化

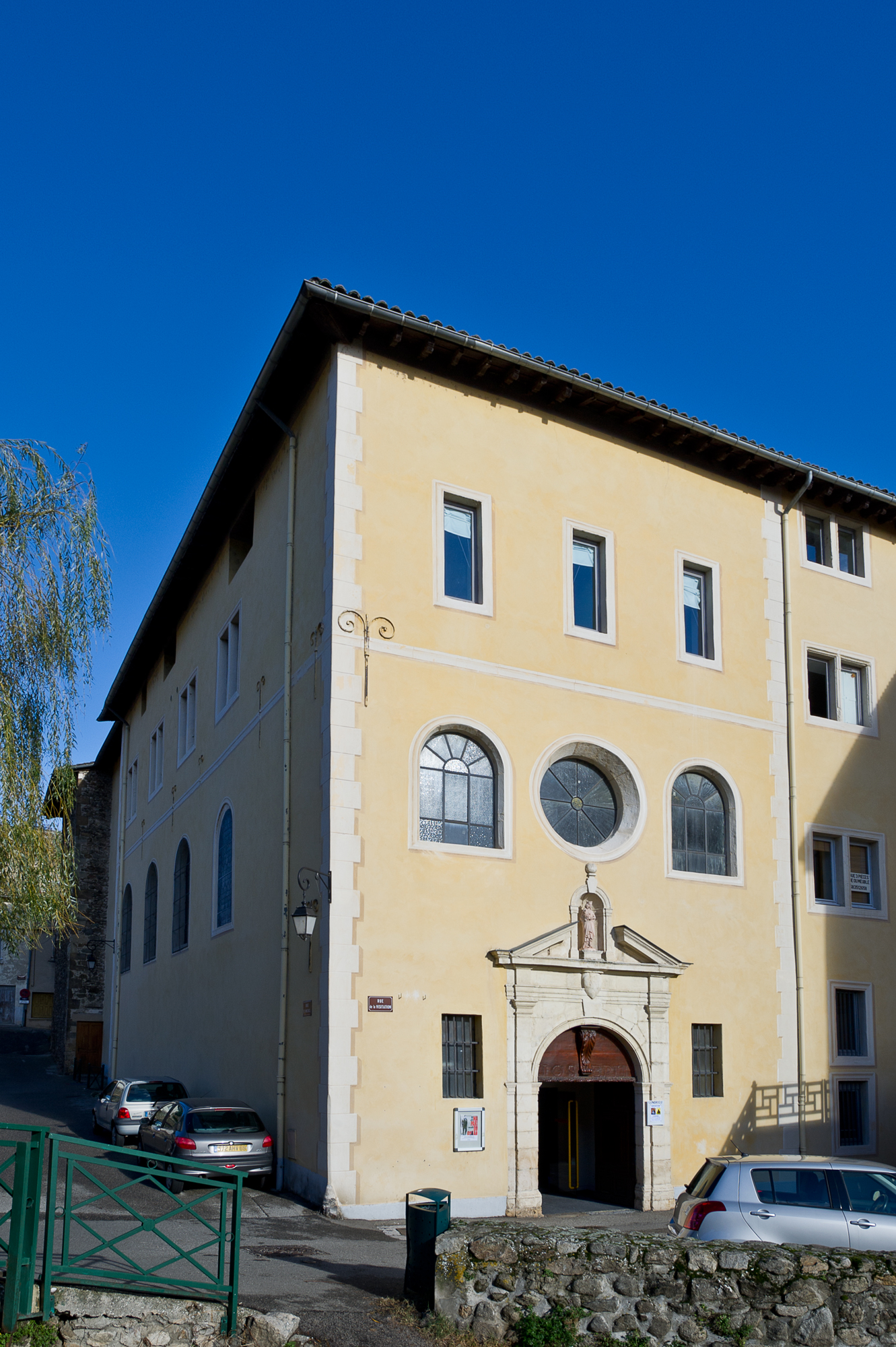
圣母访亲女修会讲堂

2021年，孔德里约境内暂无任何文化设施。孔德里约境内建有“L'@ncre”多媒体中心，每周二、三、五、六向公众开放。

### 建筑
截至2025年6月，孔德里约境内共有4处建筑被列入法国国家文物保护单位，包括圣艾蒂安教堂、圣母访亲女修会讲堂（Couvent de la Visitation de Condrieu）等，此外横跨罗讷河的孔德里约大桥亦是当地的地标性建筑物。

### 旅游
孔德里约的旅游事务由其所属的维埃纳-孔德里约城市圈公共社区联合各级政府协调负责。2024年，孔德里约境内共有1家酒店共计29间房间；另有1个露营地，可容纳共52辆露营车。

### 媒体
法国主要的媒体均可在孔德里约接收，法国电视三台下属的奥弗涅-罗讷-阿尔卑斯大区频道在部分时段播出孔德里约所在罗讷省的地方新闻。《进步报》、Scoop广播、BFM电视台里昂频道等是当地主要的地方性媒体。

## 友好城市
截至2025年6月，孔德里约暂未建立任何友好城市关系。